# Liga międzywojewódzka
Liga międzywojewódzka – trzeci poziom rozgrywek piłkarskich w Polsce w sezonach 1953–1956. Jej dzisiejszy odpowiednik to III liga.
Powstała w 1953 r. w wyniku reformy II ligi, która zakładała pomniejszenie II ligi z 40 do 14 drużyn. Tym samym 26 drużyn przesunięto na niższy, trzeci poziom. Drużyny te wraz z 67 innymi drużynami utworzyły zalążek III ligi. W sumie 93 drużyny podzielono na 8 grup. Grupy warszawska, gdańska, poznańska, wrocławska, rzeszowska i łódzka miały charakter makroregionalny i stanowiły tzw. ligę międzywojewódzką. Pozostałe dwie grupy - katowicką i krakowską - nazywano ligą wojewódzką. Po zakończeniu rozgrywek, zwycięzca każdej z grup walczył w dwustopniowych barażach o awans do II ligi. Zlikwidowana po sezonie 1956 - na jej miejsce powołano Ligę okręgową
Chociaż pierwsze próby reformacji trzeciego poziomu rozgrywek podejmowano już 13 lutego 1955, podczas 38. Plenum Sekcji Piłki Nożnej GKKF, to jednak faktycznie zmiany wprowadziło dopiero Plenum PZPN w grudniu 1965 r. W wyniku przyjętych wtedy uchwał narodziła się III liga polska sensu stricto.

## Grupy
- I stalinogradzka (1956 - 2 grupy: Ia i Ib)
- II krakowska
- III warszawska
- IV gdańska
- V poznańska
- VI wrocławska
- VII rzeszowska
- VIII łódzka
- IX szczecińska (w sezonie 1956)